# Fernandina
Fernandina je ostrov vulkanického původu, nacházející se v souostroví Galapágy v Pacifiku. Je to geologicky nejmladší, třetí největší a nejzápadněji umístěný ostrov Galapág. Je pojmenován podle španělského krále Ferdinanda Aragonského, který sponzoroval výpravy Kryštofa Kolumba do Nového světa.
Plocha ostrova je 642 km², nejvyšší bod je 1476 m. Celý ostrov je vlastně masivní štítová sopka a jeho hnací silou, stejně jako hnací silou vulkanismu celého souostroví je hotspot, nacházející se pod Galapágami. Vrchol ostrova je tvořen kalderou o rozměrech 5×6,5 km, na severní části dna níž se někdy vytváří jezírko. Během erupce v roce 1968 došlo k poklesu kalderového dna o 350 m.